# 채드 스타헬스키

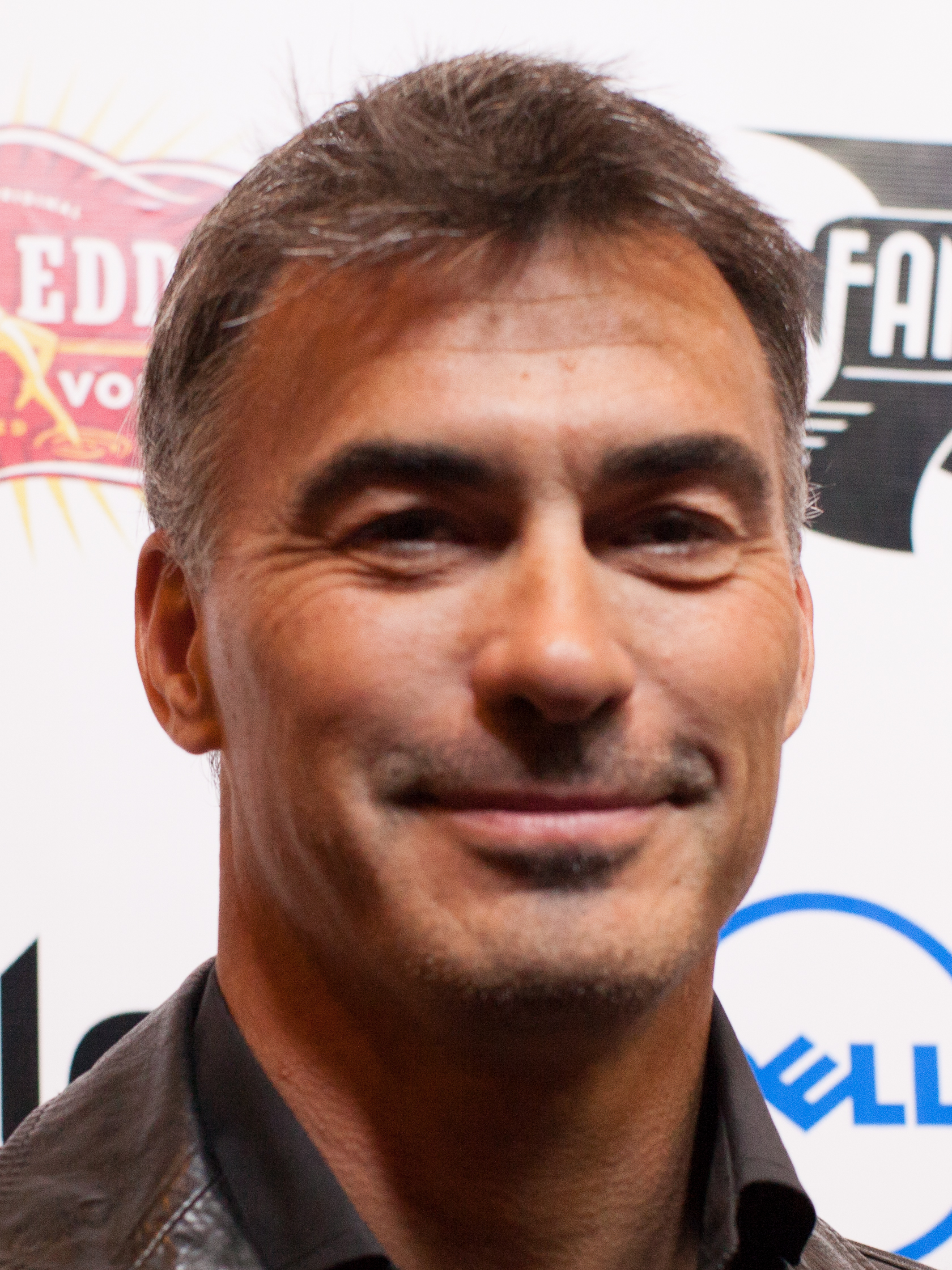

채드 스타헬스키(Chad Stahelski, 1968년 9월 20일 ~ )는 미국의 배우, 킥복싱 선수, 스턴트 배우, 영화 프로듀서, 영화 감독이다.